# Arto Paasilinna
Arto Tapio Paasilinna (ur. 20 kwietnia 1942 w Kittilä, zm. 15 października 2018) – fiński dziennikarz i pisarz.

## Wybrane powieści
- Jäniksen vuosi, 1975 (Rok zająca, 2020).
- Ulvova mylläri, 1981 (Wyjący młynarz, 2003).
- Hirtettyjen kettujen metsä, 1983 (Las powieszonych lisów, 2024).
- Suloinen myrkynkeittäjä, 1988.
- Hurmaava joukkoitsemurha, 1990 (Fantastyczne samobójstwo zbiorowe, 2007).